# Ferrari (miniserie televisiva)
Ferrari è una miniserie televisiva italiana in due puntate, trasmessa su Canale 5 nel 2003. Racconta la vita di Enzo Ferrari, storico pilota e imprenditore automobilistico italiano.

## Trama
Maranello, 1988. L’ottantanovenne ingegner Ferrari, ormai fiaccato dalla vecchiaia e pieno di malinconia, passa le giornate nel suo stabilimento e andando sovente a visitare la tomba del figlio Dino. Un giorno arriva nel suo ufficio un misterioso ragazzo, sedicente giornalista free-lance, il quale vuole sapere da lui come sia riuscito a diventare quello che è.
Pur essendo molto riservato e diffidente, il burbero imprenditore accetta di rilasciare l'intervista e inizia a raccontare la sua storia.
Modena, 1908. Enzo Ferrari ha solo dieci anni e dimostra da subito una vera passione per i motori, insistendo affinché suo padre lo porti con lui ad assistere alle prime competizioni automobilistiche. Enzo non ama lo studio e passa il tempo libero a giocare in strada o ad armeggiare nell'officina paterna, per questo subisce spesso i rimproveri dei genitori e la superiorità del fratello maggiore Alfredo. Un giorno i due fratelli si sfidano in una gara tra automobili di legno e per riuscire ad andare più veloce, Enzo fabbrica le ruote del suo mezzo usando cuscinetti a sfera rubati in officine e durante la gara sperona Alfredo facendolo cadere. La colpa ricade sul più piccolo, che ancora una volta viene sgridato duramente. Tempo dopo il padre si ammala di polmonite e muore. Allo scoppio della prima guerra mondiale Alfredo parte volontario come autista di un'autoambulanza. Poco dopo anche il diciottenne Enzo viene reclutato come meccanico, ma avendo paura di essere spedito al fronte si procura una frattura, venendo così congedato. Mentre si trova in ospedale, sua madre lo va a trovare e gli comunica che anche Alfredo si trova lì, ma che è in fin di vita. Tentando di dargli coraggio, Enzo spinge la barella del fratello per i corridoi, come per fargli simbolicamente vincere quella gara infantile che li ha divisi. Alla fine Alfredo lo ringrazia, e muore.
1919. Dopo la guerra il giovane Enzo si dedica a lavoretti occasionali, ma non vuole rinunciare alla sua passione, le corse. Diventa collaudatore e partecipa a diverse competizioni locali, ma pur essendo un pilota provetto la fortuna non sembra arridergli. La madre, viste le sue numerose sconfitte, considera le gare automobilistiche come una perdita di tempo e incita il figlio a trovarsi un vero lavoro.
Volendo sfruttare la sua abilità di tecnico specializzato, Enzo si reca a Torino e prova a farsi assumere alla FIAT, ma non viene preso in considerazione. Sconsolato, passa la notte su una panchina sotto una nevicata.
Deciso a diventare un pilota, Enzo rimane a Torino, dove si incontra con l'amico Beppe Sicci.

## Produzione

### Regia
Il regista Carlo Carlei ha voluto raccontare, tramite l'espediente di un incontro dello stesso Ferrari con un apparente giornalista, l'intera biografia del pilota-costruttore modenese. Il regista Carlei aveva usato una tecnica del genere anche per la miniserie Padre Pio con Sergio Castellitto, nella quale arriva un visitatore alle 00:00 del 22 settembre 1968 a San Giovanni Rotondo per sapere tutte le verità sulle stimmate del santo, visto che non ha mai creduto a una sola parola detta dal frate.

### Cast
Il cast è nella maggior parte composto da attori e attrici italiane, quali Sergio Castellitto, Pierfrancesco Favino, Cristina Moglia e altri. Gli attori hanno recitato in inglese nella versione ufficiale.

### Riprese
La miniserie è stata girata tra marzo e giugno 2002. Le riprese esterne sono state effettuate in tutti i luoghi che hanno visto il crescere e lo svilupparsi di Enzo Ferrari e della sua Scuderia, come l'Autodromo di Imola, che porta proprio il nome di Ferrari e di suo figlio Dino, il circuito del Savio, vicino a Ravenna, il  Porticato di San Luca a Bologna, nonché la sede storica della Scuderia Ferrari a Maranello.

## Messa in onda
La miniserie è stata trasmessa in prima visione il 16 e il 17 febbraio 2003 su Canale 5, in prima serata. Negli anni è stata replicata più volte su Iris e Mediaset Extra.